# Marek Sobczyński (geograf)
Marek Krzysztof Sobczyński (ur. 1952 w Sopocie) – polski geograf, dr hab. nauk o Ziemi, profesor Instytutu Geografii Społeczno-Ekonomicznej i Organizacji Przestrzeni Wydziału Nauk Geograficznych Uniwersytetu Łódzkiego.

## Życiorys
W 1976 ukończył studia geograficzne na Uniwersytecie Jagiellońskim, w 1986 obronił pracę doktorską Trwałość dawnych granic politycznych we współczesnym krajobrazie kulturowym kraju (w świetle badań morfologicznych i użytkowania ziemi, 24 kwietnia 2001 habilitował się na podstawie pracy zatytułowanej Zróżnicowanie przestrzenne postaw politycznych mieszkańców Łodzi. 30 czerwca 2008 nadano mu tytuł profesora w zakresie nauk o Ziemi. Został zatrudniony na stanowisku profesora zwyczajnego w Katedrze Geografii Politycznej, Historycznej i Studiów Regionalnych na Wydziale Nauk Geograficznych Uniwersytetu Łódzkiego.
Jest członkiem zarządu głównego Polskiego Towarzystwa Geograficznego i członkiem Komitetu Nauk Geograficznych na III Wydziale Nauk Ścisłych i Nauk o Ziemi Polskiej Akademii Nauk.
Był kierownikiem Katedry Geografii Politycznej, Historycznej i Studiów Regionalnych Wydziału Nauk Geograficznych Uniwersytetu Łódzkiego i zastępcą przewodniczącego Polskiego Towarzystwa Geograficznego.